# Paulo de Fátima Martins

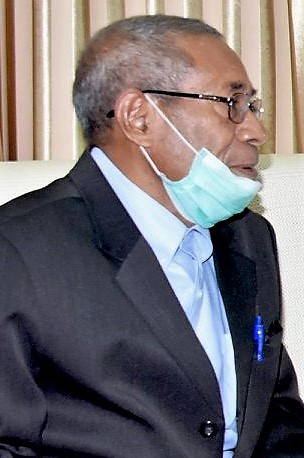
Paulo de Fátima Martins (2020)

Paulo de Fátima Martins (* 24. Dezember 1950 in Dili, Portugiesisch-Timor) ist ein Politiker aus Osttimor. Er ist Mitglied der Partei Congresso Nacional da Reconstrução Timorense (CNRT). Von 2000 bis 2006 war er der erste Kommandant der Nationalpolizei Osttimors (PNTL).

## Werdegang

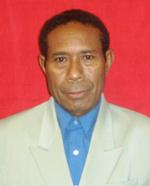
Paulo de Fátima Martins als Abgeordneter

Während der Besatzungszeit war Martins indonesischer Offizier, was später für Kritik sorgte. Mit Abzug der Indonesier aus Osttimor und dem Beginn des Aufbaus der nationalen Polizei wurde er Direktor der Polizeiakademie und im Jahr 2000 der erste Generalkommandant der Nationalpolizei Osttimors. Außerdem wurde er Mitglied des Obersten Rats für Verteidigung und Sicherheit (Conselho Superio de Defesa e Segurança). In Folge der Unruhen in Osttimor 2006 musste Martins seinen Posten als Polizeichef des Landes abgeben.
2007 gehörte Martins zu den Mitgründern des CNRT, der Partei von Xanana Gusmão. Mit den Parlamentswahlen in Osttimor 2007 zog Martins als Abgeordneter in das Nationalparlament Osttimors ein und blieb bis zum Ende der Legislaturperiode 2012. Er war Mitglied der Kommission für Außenangelegenheiten, Verteidigung und Nationale Sicherheit (Kommission B).